# Anthomastus zealandicus
Anthomastus zealandicus är en korallart som beskrevs av Benham 1928. Anthomastus zealandicus ingår i släktet Anthomastus och familjen läderkoraller. Inga underarter finns listade i Catalogue of Life.